# 皇祐
皇祐（1049年—1054年三月）是宋仁宗趙禎的第七個年号，北宋使用该年号共计6年。

## 年號意涵
出自《宋書·樂志》：“思皇享多祐、嘉樂永無央。”寓意上天的降福和保佑。

## 改元
- 慶曆八年——十二月一日，有詔明年改元皇祐。[2][3][4]
- 皇祐六年——三月十七日，有詔四月一日起改元至和。[5][6][7]

## 紀年對照表
| 皇祐 | 元年   | 二年   | 三年   | 四年   | 五年   | 六年   |
| ---- | ------ | ------ | ------ | ------ | ------ | ------ |
| 公元 | 1049年 | 1050年 | 1051年 | 1052年 | 1053年 | 1054年 |
| 干支 | 己丑   | 庚寅   | 辛卯   | 壬辰   | 癸巳   | 甲午   |

## 同期存在的其他政權之紀年
- 中國
  - 景瑞（1049年－1052年）：北宋時期—儂智高之年號
  - 啓曆（1052年－1053年）：北宋時期—儂智高之年號
  - 重熙（1032年－1055年）：契丹—遼興宗耶律宗真之年號
  - 延嗣寧國（1049年）：西夏—夏毅宗李諒祚之年號
  - 天祐垂聖（1050年－1052年）：西夏—夏毅宗李諒祚之年號
  - 福聖承道（1053年－1056年）：西夏—夏毅宗李諒祚之年號
  - 保安（1045年－1052年）：大理—段思廉之年號
  - 政安（1053年－1061年）：大理—段思廉之年號
- 越南
  - 天感聖武（1044年－1049年）：李朝—李佛瑪之年號
  - 崇興大寶（1049年－1054年）：李朝—李佛瑪之年號
- 日本
  - 永承（1046年－1053年）：後冷泉天皇之年号
  - 天喜（1053年－1058年）：後冷泉天皇之年号

## 参看
- 中国年号索引

## 深入閱讀
- 李崇智. . 北京: 中華書局. 2004年12月. ISBN 7101025129.
- 鄧洪波. . 臺北: 國立臺灣大學東亞經典與文化研究計劃. 2005年3月  [2021-11-17]. ISBN 9789860005189. （原始内容 (pdf)存档于2007-08-25）.

| 前一年號： 慶曆 | 北宋年号 | 下一年號： 至和 |